# Cantó de Port-Louis
El cantó de Port-Louis (bretó Kanton Porzh-Loeiz) és una divisió administrativa francesa situat al departament d'Ar Mor-Bihan a la regió de Bretanya.

## Composició
El cantó aplega 9 comunes:
| Nom francès   | Nom bretó   | Població | km²    | Codi Postal | Codi INSEE |
| Gâvres        | Gavr        | 893      | 1,88   | 56680       | 56062      |
| Kervignac     | Kervignag   | 4.113    | 39,56  | 56700       | 56094      |
| Locmiquelic   | Lokmikaelig | 3.945    | 3,58   | 56570       | 56118      |
| Merlevenez    | Brelevenez  | 2.294    | 17,67  | 56700       | 56130      |
| Nostang       | Lostenk     | 1.088    | 15,71  | 56690       | 56148      |
| Plouhinec     | Pleheneg    | 4.143    | 35,58  | 56680       | 56169      |
| Port-Louis    | Porzh-Loeiz | 2.808    | 1,07   | 56290       | 56181      |
| Riantec       | Rianteg     | 4.765    | 14,06  | 56670       | 56193      |
| Sainte-Hélène | Santez-Elen | 906      | 8,08   | 56700       | 56220      |
| Kanton        | Porzh-Loeiz | 24.955   | 137,19 | -           | 5628       |

## Evolució demogràfica
| 1962   | 1968   | 1975   | 1982   | 1990   | 1999   |
| ------ | ------ | ------ | ------ | ------ | ------ |
| 22.336 | 21.987 | 21.542 | 22.961 | 24.570 | 24.955 |